# 藤岡正明
藤岡 正明（ふじおか まさあき、1982年12月18日 - ）は日本の歌手、俳優。東京都町田市出身。血液型O型。

## 概要
2000年、テレビ東京のオーディション番組『ASAYAN』で行われた「男子ボーカリストオーディション」にて最終候補4名に残る（グランプリはCHEMISTRY）。
2001年11月21日、Sony Music Japan Internationalから、シングル「交差点」でメジャー・デビュー。
2005年ミュージカル「レ・ミゼラブル」マリウス役でミュージカルデビュー。
2013年4月26日、自身の公式サイトで1月末に一般女性との結婚・夫人の妊娠を発表。3人の子供がいる。
ミュージカル「ジャージー・ボーイズ」での共演をきっかけに、コーラスグループ『JBB』を結成し、2023年5月24日、“さよなら中野サンプラザ音楽祭”の『JBBコンサート2023』で、古今東西の名曲カバーを披露し、コーラスアレンジャーとしての手腕も発揮した。
2024年5月にはライブCDや、デジタルカバーシングル『アイドル』をリリースし、6月には『JBBコンサート2024』としてBillboardやホールでのツアーと、活動の幅を拡げている。

## 人物
ニックネームは、トーマス(10代の頃)。マサ。
好きな女性のタイプは、伊藤裕子、宮崎あおい、戸田恵梨香など。
好きなアーティストは、尾崎豊、オアシス、ジョン・レノン、キザイア・ジョーンズ、レッド・ホット・チリ・ペッパーズ、ジョン・メイヤー、ジャック・ジョンソン、ノラ・ジョーンズ、G-loveなど。
ASAYANのオーディション時に、ベイビーフェイスより、「声質と歌の表現力が一番いい。プロデューサーとして彼から一番多くのものを引き出せる」と、高い評価を得る。プロデューサーの松尾潔からも「音楽的センスが一番ある」と評された。反面、妥協のできない性格で、レコーディングでOKが出ても、自身が「納得がいかない」との理由で何度も録り直しを行った。また、音楽性を巡り川畑要やネスミスと衝突する場面も見られた。

## ディスコグラフィ

### シングル
- 交差点 (2001/11/21)
- Rewind / Brand New Day (2002/2/20)
- Kirisame (2003/11/19)
- Virgin (2005/1/19)　※「藤岡正明 feat. Fairlife」名義
- 雪割草 / 告白のうた (2005/4/6)
- パノラマ (2006/6/23)
- 星ニナル日 (2010/6/23)　※2010/6/21配信開始
- 朝靄 (2011/1/19)　※2011/1/12配信開始
- あなたは今恋をしてますか? (2020/2/26)

### 配信限定シングル
- Found it (2009/7/31)
- 誰も知らないまま (2009/8/7)
- 轍 (2009/8/14)
- 星に願いを（When You Wish Upon A Star）  (2015/7/9)
- Words  (2020/11/30)
- 迎えに行くよ  (2021/5/14)
- Together  (2021/8/28)

### 仮デビューシングル
- 最後の夜 / Stand By Me (2000年12月15日)　※「ASAYAN超男子。ネスミス・藤岡」名義

### オリジナル・アルバム
- Portrait (2003/07/16)
- たとえば、僕が見た空 (2005/4/6)
- Treasure Island (2008/7/30)
- By many ways (2009/9/16)
- 藤岡正明 (2011/12/7)
- 蜃気楼 (2013/8/17)
- TERMINAL (2021/11/21)
- Voyager (2024/11/6)

### 企画アルバム
- V.S. 〜Various Sessions〜 (2002/7/24)
- DISCOVERY (2011/7/13)
- M’S MUSICAL MUSEUM CONCERT(2016/4/9)

### 映像作品
- LIVE TOUR 2014 "LIVE Odyssey" (2014/9/6)

### その他作品
- Fairlife
  - アルバム『Have a nice life』収録 (2004年12月1日)
    - M-5『Virgin feat. 藤岡正明』
    - M-9『Fish... feat. 藤岡正明』

### その他オリジナル曲
- FORWARD
- アオイハネ
  - この2曲は、2002年に行われた真夏の全国行脚にて、デモCDとして売り出されている
- My Girl
- ブランコ
- Can't help falling in love
- New Generation
- Smile スマイル
- happy time
- お別れトム
- 双
- Just like You
- Daydream

## 出演

### ライブ
一期一会(2004年～2010年)
- 2004/1/21 vol.1 下北沢440
- 2004/1/31 vol.2 大阪THE NESTSALOON
- 2004/2/28 vol.3 表参道FAB
- 2004/3/3 vol.4 名古屋TOKUZO
- 2004/6/26 vol.5 恵比寿SPAZIO2
- 2004/6/30 vol.6 名古屋TOKUZO
- 2004/7/1 vol.7 大阪HEPHALL
- 2005/7/10 vol.8 原宿Blue Jay Way
- 2005/10/1 vol.9 原宿Blue Jay Way
- 2006/7/22・28・29 vol.10 東名阪ツアー
- 2006/10/22 ＜裏＞町田ThePlayHouse
- 2007/2/3 vol.11 渋谷duo MUSIC EXCHANGE
- 2007/12/8 vol.12 渋谷duo MUSIC EXCHANGE
- 2008/12/23 vol.13 表参道FAB
- 2009/8/18・19 vol.14 目黒Blues Alley Japan
- 2009/8/22 vol.15 福岡・FM FUKUOKA GAYA
- 2010/6/27 vol.16 リリース記念ライブ〜星ニナル日〜福岡ROOMS
- 2010/7/2 vol.17 リリース記念ライブ〜星ニナル日〜渋谷duo MUSIC EXCHANGE
- 2010/11/21 vol.18 目黒Blues Alley Japan
- 2010/12/5 vol.19 福岡ROOMS

羅針盤(2010年)
- 1/31 目黒Blues Alley Japan
- 2/20 福岡・FM FUKUOKA GAYA
- 2/27 名古屋TOKUZO
- 2/28 大阪・南堀江Knave
- 3/12 追加公演 東京・下北沢 Mosaic
- 3/25 後夜祭 東京・下北沢 mona records

藤岡正明 リリース記念ライブ「朝靄」(2011年)
- 1/15 東京・目黒Blues Alley Japan
- 1/23 神奈川・横浜 Thumbs Up

藤岡正明弾き語りライブ「言霊」(2011年)
- 2/11 東京・下北沢 Mosaic
- 2/26 京都・SOLE CAFE

藤岡正明カバーライブツアー「DISCOVERY」(2011年)
- 7/9 福岡・ROOMS
- 7/22 大阪・南堀江Knave
- 7/23 名古屋・TOKUZO
- 7/30 目黒Blues Alley Japan
- 7/31 神奈川・横浜 Thumbs Up

10th anniversary live tour「藤岡正明」(2011年)
- 11/12 北海道・札幌くう
- 11/20 東京・原宿ASTRO HALL
- 11/21 福岡・ROOMS (デビュー記念日)
- 11/27 愛知・名古屋doxy
- 11/29 大阪・南堀江Knave
- 12/4 追加公演 東京・町田the play house

藤岡正明弾き語りライブ「言霊 vol.2」(2012年)
- 1/29 京都・SOLE CAFE
- 3/3 東京・渋谷 gee-ge
- 4/7 東京・渋谷 Glad

藤岡正明ライブツアー2012"自今"(2012年)
- 9/9 大阪・南堀江Knave
- 9/17 東京・新代田FEVER
- 9/29 宮城・仙台MILKYWAY
- 9/30 北海道・札幌JAMUSICA
- 10/8 東京・目黒Blues Alley Japan
- 10/21 福岡・ROOMS
- 10/23 愛知・名古屋TOKUZO
- 11/21 HEART BEAT Premium 25th Anniversary 藤岡正明11周年記念 Special Live"SINGS"福岡・BEAT STATION

藤岡正明弾き語りライブ「1X1」(2013年)
- 5/31 東京・渋谷 LANTAN

藤岡正明LIVE TOUR 2013『蜃気楼』(2013年)
- 9/1 福岡・ROOMS
- 9/8 大阪・Flamigo the Arusha
- 9/23 名古屋・パラダイスカフェ 21
- 10/12 東京・赤坂GRAFFITI
- 10/14 追加公演 弾き語りLIVE『裏・蜃気楼』東京・渋谷gee-ge

藤岡正明LIVE TOUR 2014“LIVE Odyssey”(2014年)
- 4/12  大阪・心斎橋BRONZE
- 4/13  名古屋・パラダイスカフェ 21
- 4/19 東京・渋谷club asia
- 9/6  ライブDVD「Odyssey」リリース記念ライブ 渋谷gee-ge

藤岡正明弾き語りLIVE TOUR「言霊 2014」(2014年)
- 12/14 福岡LIV LABO
- 12/20 大阪Soap opera classics
- 12/21 名古屋TAURUS
- 12/28 “はい！おまちどうさん！スペシャル”東京 代官山 Theatre CYBIRD
- 2015/08/09 はい！おまちどうさん！CYTV 一周年スペシャルカバーライブ 東京 代官山 Theatre CYBIRD

藤岡正明 ワンマンライブツアー「一期一会 ～2015 Summer～」(2015年)
- 8/22 名古屋 オキナワAサインバーKOZA
- 8/23 大阪 Cinematik SALOON
- 8/30 渋谷gee-ge

藤岡正明 「15th Anniversary Live tour "M&F"」(2017年)
- 2/11 東京 目黒中小企業センターホール
- 2/18 大阪 Soap opera classice 梅田

藤岡正明 Live Tour 2018 "now and then"(2018年)
- 3/21 東京 新宿 FACE
- 3/24 大阪 THE LIVE HOUSE soma
- 3/31 福岡 ROOMS
- 4/7 名古屋 オキナワAサインバーKOZA

藤岡正明 LIVE 「LOVE SONGS」(2019年)
- 2/17 東京 目黒Blues Alley Japan

藤岡正明presents 夏のライブイベント「音時～ototoki～」(2019年)
- 8/3 東京 赤羽ReNY alpha

藤岡正明LIVE ツアー「LOVE SONGS ～Tour 2019～」(2019年)
- 10/19 名古屋 5/R HALL
- 11/2 大阪 Soap opera classics
- 11/9 東京 J-SQUARE SHINAGAWA

第7回お寺コンサート(2019年)
- 12/14 名古屋 成道寺 曽洞宗

藤岡正明 20th Anniversary LIVE TOUR 「TERMINAL」(2021年)
- 11/21 博多 ROOMS
- 11/23 M&F special LIVE 東京 新宿FACE
- 12/4 大阪 Soap opera classics -Umeda
- 12/5 名古屋 伏見JAMMIN

藤岡正明 ひとりLOVE SONGS(2022年)
- 5/4 渋谷gee-ge

NAOKI TAMURA 50th Anniversary Live(2022年)
- 5/21 渋谷Star Lounge

第13回お寺コンサート(2022年)
- 6/4 名古屋 成道寺 曽洞宗
  - 藤岡正明、Fuming、愛知高等学校合唱部

藤岡正明Live 「Liquid Colors」(2022年)
- 8/20 弾き語りLIVE 渋谷gee-ge
- 8/21 バンド編成LIVE 渋谷gee-ge

藤岡正明 一期一会 21st Anniversary Special(18人限定特別観覧)(2022年)
- 11/20 渋谷gee-ge

日中国交正常化50周年記念 Flower～響きあう文化の華(2022年)
- 12/12 中野サンプラザホール

「After rain, After pain」(2023年)
- 6/2 渋谷gee-ge

藤岡正明Live 「ZERO Gravity」(2024年)
- 6/23 J-SQUARE SHINAGAWA

第19回お寺コンサート(2024年)
- 9/29 名古屋 成道寺 曽洞宗
  - 藤岡正明、Fuming、赤間慎、愛知高等学校合唱部

藤岡正明ライブツアー「Voyager」(2024年)
- 11/2 Yokohama mint hall
- 11/10 ROOMS
- 11/16 名古屋 LION LIMITED
- 11/17 Soap opera classics-Umeda-
- 11/23 浅草花劇場

藤岡正明 LIVE 「LOVE SONGS2024」(2024年)渋谷gee-ge
- 12/14 『男歌LOVE SONGS』
- 12/15 1st『女歌LOVE SONGS』
- 12/15 2nd『ミックスLOVE SONGS』

### ミュージカルコンサート
- WOWOWオリジナル「僕らのミュージカル・ソング コンサート」
  - 2015年8月4日 ビルボードライブ東京
- カルッツかわさき×神奈川フィルハーモニー管弦楽団 ミュージカル・ガラ・コンサート
  - 2019年3月21日 カルッツかわさき
- 【FM Fujioka ミュージカル トーク＆ソング・ライブ】 "ON&OFF" 東京 羽田空港 TIAT SKY HALL
  - 2019年10月4日 ゲスト:鈴木壮麻/田野優花
  - 2019年10月5日 ゲスト:石井一孝/田野優花
- カルッツかわさき×神奈川フィルハーモニー管弦楽団 ミュージカル・ガラ・コンサート2020
  - 2020年3月20日  カルッツかわさき(新型コロナウイルス感染拡大の為公演中止)
- ウィークエンド・コンサート Vol.4 ミュージカル・ガラ・コンサート
  - 2020年5月30日 鎌倉芸術館(新型コロナウイルス感染拡大の為公演中止)
- The Musical Concert at Imperial Theater【ProgramB】
  - 2020年8月19日-22日 帝国劇場
- 東山光明×藤岡正明『the Song of Stars』 ～Live Entertainment from Musical～
  - 2021年7月5日 COTTON CLUB
- 中川晃教 MUSICAL WEEK［Day.3］ 中川晃教 with 藤岡正明
  - 2021年10月15日 八ヶ岳高原音楽堂
- 姿月あさとソロコンサート 2021 ゲスト出演
  - 2021年10月16日  ヒューリックホール東京
- ウィークエンド・コンサート Vol.5 ミュージカル・ガラ・コンサート
  - 2021年10月30日 鎌倉芸術館 大ホール
- BROADWAY MUSICAL LIVE 2021
  - 2021年11月13日-14日 東京建物 Brillia HALL
- 綿引さやか Billboard Live 2022 「結の音 -Yuinote-」 Special Guest 藤岡正明
  - 2022年1月8日 ビルボードライブ横浜
- Japan Musical Festival 2022
  - 2022年1月28日 LINE CUBE SHIBUYA(渋谷公会堂)
- 東山光明×藤岡正明『The Song of Stars』～Live Entertainment from Musical～
  - 2022年2月11日-12日 COTTON CLUB
- 中川晃教 MUSICAL WEEK［Day.3］ 中川晃教 with 藤岡正明
  - 2022年9月1日 八ヶ岳高原音楽堂
- THE PARTY in PARCO劇場 ～VARIETY SHOW & MY FAVORITE SONGS～
  - 2022年11月16日 PARCO劇場
- 中川晃教コンサート2023 with friends
  - 2023年2月18日 神奈川 秦野市文化会館
- 東山光明×藤岡正明『The Song of Stars』～Live Entertainment from Musical～
  - 2023年3月21日 COTTON CLUB
- 中川晃教コンサート2023 with friends Vol.2
  - 2023年10月9日 東京 町田市民ホール
- 中川晃教 MUSICAL WEEK［Day.3］ 中川晃教 with 藤岡正明
  - 2023年11月3日 八ヶ岳高原音楽堂
- 中川晃教 Live Music Studio 2025 新春スペシャルライブ
  - 2025年1月4日 日本橋三井ホール
- Nostalgic Cabaret
  - 2025年6月9日 シアタークリエ
    - ゲスト出演 森崎ウィン EXILE NESMITH
- 中川晃教 MUSIC LAB & MUSICAL WEEK 2025 [Day.4] 中川晃教 with 藤岡正明
  - 2025年6月15日 八ヶ岳高原音楽堂

#### M's Musical Museum
- 「M’s Musical Museum」 東京 銀座 GINZA Lounge ZERO
  - 2015年1月11日-12日 ゲスト:大塚千弘
- 「M’s Musical Museum vol.2」 渋谷 CROSS THEATER-DDD 青山クロスシアター
  - 2015年11月14日 ゲスト:東山義久/味方良介
  - 2015年11月15日 ゲスト:東山義久/佐藤隆紀(LE VELVETS)
    - Support Actor 小林遼介 Support Actress 小此木まり
- 「M's Musical Museum vol.3」 東京 渋谷 M't RAINIER HALL SHIBUYA PLEASURE
  - 2016年8月6日 ゲスト:大山真志/菊地美香/味方良介/スペシャルダンサー 三井聡
  - 2016年8月7日 ゲスト:大山真志/菊地美香/東山光明（Honey L Days)/スペシャルダンサー 三井聡
- 「M’s Musical Museum reprise」 東京 科学技術館サイエンスホール
  - 2017年10月7日 ゲスト:姿月あさと
- 「M's Musical Museum vol.4」 東京 羽田空港 TIAT SKY HALL
  - 2018年7月22日 ゲスト:戸井勝海/綿引さやか
- 「M’s Musical Museum vol.5」 東京 新宿村LIVE
  - 2019年4月29日 ゲスト:伊礼彼方 /中河内雅貴/則松亜海
  - 2019年4月30日 ゲスト:大山真志/中河内雅貴/則松亜海
- 「M’s Musical Museum vol.6」 東京 牛込箪笥区民ホール
  - 2024年5月2日 ゲスト:彩乃かなみ/林翔太/東山光明
  - 2024年5月3日 ゲスト:彩乃かなみ/林翔太/大山真志

#### Musical Lovers
- Musical Lovers2022
  - 2022年6月17日ｰ19日 ゲスト:上口耕平、坂元健児、佐藤隆紀、ソニン TOKYO FMホール
- Musical Lovers2023
  - 2023年7月29日 ゲスト:鈴木勝吾、ソニン、三浦涼介、森公美子
  - 2023年7月30日 ゲスト:ソニン、東啓介、東山義久、三浦涼介 全電通労働会館 全電通ホール
- Musical Lovers2024
  - 2024年10月26日、27日 ゲスト:spi、ソニン、林翔太、東山義久、川嵜心蘭 玉川せせらぎホール
- Musical Lovers2025 
  - 2025年11月8日・9日〈予定〉 渋谷区文化総合センター大和田 さくらホール[1]

#### M's Musical Memories
- J-SQUARE SHINAGAWA　　　　
  - 2025年5月10日 13:30 ゲスト田代万里生
  - 2025年5月10日 18:00 ゲスト東山義久
  - 2025年5月11日 13:30 ゲスト伊礼彼方
  - 2025年5月11日 18:00 ゲスト中河内雅貴

#### Brand New Musical Concert
- 2019年
  - 2019年8月10日、11日 東京オペラシティ
- 2020年
  - 2020年11月29日 東京オペラシティ コンサートホール
- 2021年
  - 2021年2月14日 愛知県芸術劇場コンサートホール (体調不良の為降板)
  - 2021年2月20日 神戸国際会館 こくさいホール (体調不良の為降板)
  - 2021年11月6日 東京オペラシティ コンサートホール
- 2022年
  - 2022年7月9日 川口リリア
  - 2022年7月18日、30日 東京オペラシティ コンサートホール
  - 2022年7月23日 愛知県芸術劇場
  - 2022年7月31日 よこすか芸術劇場
  - 2022年8月6日 フェスティバルホール
  - 2022年8月11日 アクトシティ浜松
- 2023年
  - 2023年12月9日 東京オペラシティ コンサートホール
  - 2023年12月15日 サントリーホール
  - 2023年12月17日 川口リリア・メインホール
- 2024年
  - 2024年9月14日、15日 サントリーホール
  - 2024年9月22日 神戸国際会館 こくさいホール
  - 2024年12月24日 東京オペラシティ コンサートホール[2]
- 2025年
  - 2025年6月7日、8日 東京オペラシティ コンサートホール[3]

#### JBB
- JBBコンサート2023 『さよなら中野サンプラザ音楽祭 』
  - 2023年5月24日 中野サンプラザ
- JBBコンサート2024
  - 2024年6月1日-2日 Billboard Live OSAKA
  - 2024年6月5日 J:COMホール八王子
  - 2024年6月7日 三島市民文化会館
  - 2024年6月8日-9日 Billboard Live YOKOHAMA
  - 2024年8月31日 かつしかシンフォニーヒルズモーツァルトホール

### 配信

#### 生配信ライブ
- 「3・3・7拍子」 (2020年4月26日)
- 「3・3・7拍子vol.2」 (2020年5月29日)
- 「藤岡正明LIVE "Konnekt"」(2020年6月20日)
- 「Konnekt20201003」 (2020年10月3日)
- 「藤岡正明19th Anniversary Live "ステーション"」 (2020年11月21日)
- 「3・3・7拍子vol.3」 (2020年12月18日)
- 「LOVE SONGS 〜2021〜」 (2021年4月18日)
- リリース記念ライブ「迎えに行くよ」 (2021年5月16日)
- 「一期一会online」 (2022年1月16日)
- 「藤岡正明LIVE 一期一会21st Anniversary Special」 (2022年11月20日)
- 「After rain, After pain」 (2023年6月2日)

#### 谷源昌 バースデーライブ
- 谷源昌 バースデーライブ2020 『続・たにのさんぽ』(2020年11月13日)
- 谷源昌 バースデーライブ2021 『続・たにのさんぽ』(2021年11月8日)
- 谷源昌 バースデーライブ2022 『続・たにのさんぽ』(2022年11月7日)

#### 生配信トークイベント
- 『◯◯ぼっち』持ち寄りオススメフードで赤裸々トーク (2021年8月7日) ゲスト:坂元健児・久保祥太郎
- 『◯◯ぼっち』第2弾 (2021年10月9日) ゲスト:坂元健児・昆夏美
- 『◯◯ぼっち』第3弾 (2021年12月16日) ゲスト:東山光明・綿引さやか
- 『◯◯ぼっち』第4弾 (2022年7月3日) ゲスト:坂元健児・上口耕平
- 『◯◯ぼっち』第5弾 (2022年10月29日) ゲスト:大山真志・東啓介
- 『◯◯ぼっち』第6弾 (2023年6月16日) ゲスト:大山真志・東啓介
- 『◯◯ぼっち』第7弾 (2023年10月20日) ゲスト:中河内雅貴
- 『◯◯ぼっち』第8弾 (2024年5月11日) ゲスト:大山真志・東山光明
- 『◯◯ぼっち』第9弾 (2025年5月17日) ゲスト:伊礼彼方・中河内雅貴
- 『居酒屋まさonline』第1弾 (2021年5月29日) ゲスト:Fuming
- 『居酒屋まさonline』第2弾 (2022年6月24日) ゲスト:Fuming・赤間慎

#### ファンクラブ限定配信イベント
- 藤岡、リモート飲み会するってよ。1 (2021年1月30日)
- 藤岡、リモート飲み会するってよ。2 (2021年2月6日)
- 藤岡、リモート飲み会するってよ。3 (2021年3月20日)
- 藤岡正明ファンクラブ限定イベント 「俺の誕生日祝ってよ。」 (2021年12月18日)
- 藤岡正明ファンクラブ限定オンラインイベント「サクラサクライブ2022」 (2022年3月12日)
- 藤岡正明ファンクラブ限定オンラインイベント「藤岡正明40th B.D 前夜祭!」 (2022年12月17日)

### 舞台
- ミュージカル「レ・ミゼラブル」 マリウス役(2005年-2007年、2009年)
- ミュージカル「ミス・サイゴン」 クリス役(2008年-2009年)
- ミュージカル「この森で、天使はバスを降りた」ジョー役(2009年5月)
- ミュージカル「ブラッド・ブラザーズ」主演 ミッキー役(2009年8月-9月、2010年4月-5月)
- ミュージカル「泣かないで」主演 吉岡努役(2009年12月-2010年2月)
- ストレートプレイ「宝塚BOYS」竹内重雄役(2010年8月-9月)
- 「朗読劇 私の頭の中の消しゴム」浩介役(2010年9月)
- ミュージカル「RENT」ロジャー役(2010年10月26日-11月14日)
- 「Underground Parade」ジューン役(2011年4月)
- ミュージカル「風を結んで」田島郡兵衛役(2011年6月)
- ミュージカル「BONNIE & CLYDE」テッド役(2012年1月)
- ミュージカル「Trails」in Concert 主演 セス役(2012年2月)
- 演劇ユニット青唐辛子旗揚げ公演 音楽劇「Daydream イーシャン天国」ソニー役(2012年5月15日-20日)
- ミュージカル「王様と私」ルンタ役(2012年7月-8月)
- ミュージカル「プロミセス・プロミセス」主演 チャック役(2012年12月)
- 「ピアフ」イヴ・モンタン役(2013年1月-2月)
- 「THE ONE」斉藤一役(2013年3月)
- 「SHOW-ism IV TATTOO14」スカイ役(ゲスト)(2013年7月5日)
- 「ONE-HEART MUSICAL FESTIVAL 2013夏」(2013年7月)
- ミュージカル「王様と私」ルンタ役(2013年7月-8月)
- グレイスフルプロデュース「亜雌異人愚(アメイジング)なグレイス」サラ役(2013年11月)
- ミュージカル「ザ・ビューティフル・ゲーム」ジンジャー役(2014年1月-2月)
- ミュージカル「ちぬの誓い」五郎丸役(2014年3月)
- ミュージカル「シスター・アクト〜天使にラブ・ソングを〜」TJ役(2014年6月-8月)
- 「ONE-HEART MUSICAL FESTIVAL 2014夏」(2014年8月)
- 演劇ユニット青唐辛子公演 任侠ミュージカル「蝙蝠の箱」和田大悟役(2014年10月)
- ミュージカル・コメディ「ファースト・デート」ゲイブ役(2014年11月-12月)
- ミュージカル「Trails」主演 セス役(2015年1月-2月)
- ミュージカル「タイタニック」バレット(機関士)役(2015年3月-4月)
- 「We are ウォンテッド!～俺たちを捕まえろ!～」(2015年7月)
- 朗読劇「7 seconds ～決断の瞬間まであと7秒～」(2015年9月)
- クラシカル・ネオ・ファンタジー・ショー「THE SHINSENGUMI 2015 Sword Dance～剣、烈風の如く、真空に舞う～」桂小五郎役(2015年9月-10月)
- ミュージカル「DNA-SHARAKU」斎藤十郎兵衛役(2016年1月)
- ミュージカル「グランドホテル」エリック役(2016年4月-5月)
- ミュージカル「ジャージー・ボーイズ」トミー・デヴィート役(2016年6月-7月)
- ミュージカル「ミス・サイゴン」 トゥイ役(2016年10月-2017年1月)
- 「スパークリング・ヴォイスII-10人の貴公子たち-」(2017年3月)
- ミュージカル「ビリー・エリオット～リトル・ダンサー～」トニー役(2017年7月-11月)
- 「欲望という名の電車」ミッチ役(2017年12月-2018年1月) シアターコクーン、森ノ宮ピロティホール
- シアタークリエ10周年記念公演「TENTH」(2018年1月) シアタークリエ
- ミュージカル「ジャージー・ボーイズ」イン コンサート トミー役(2018年5月12日、13日) 東急シアターオーブ
- 朗読ミュージカル「不徳の伴侶 infelicity」ボスウェル伯ジェームズ・ヘップバーン役(2018年5月-6月) 赤坂RED/THEATER
- ストレートプレイ「宝塚BOYS」team SEA 太田川剛役(2018年8月)東京芸術劇場プレイハウス
- ミュージカル「タイタニック」バレット役(2018年10月) 日本青年館ホール、シアター・ドラマシティ
- 「TENTH」(2018年7月31日、8月1日) 兵庫県立芸術文化センター
- 「いつか ～one fine day」夏目テル役(2019年4月1日-21日) シアタートラム
- ミュージカル「SMOKE」海(へ)役(2019年6月6日-16日) 東京芸術劇場シアターウエスト
- ミュージカル回想録『HUNDRED DAYS ハンドレッドデイズ』ショーン役
  - (2020年2月20日-24日) シアターモリエール
  - (2020年3月4日-8日) 中野ザ・ポケット(新型コロナの為公演中止)
- ミュージカル『チェーザレ 破壊の創造者』ダンテ役(2020年4月13日-5月11日) 明治座(新型コロナの為公演中止)
- 『ジャージー・ボーイズ』team BLACK トミー役(2020年7月6日-9月13日) 帝国劇場、博多座、新歌舞伎座、愛知芸術劇場大ホール、神奈川県民ホール(新型コロナの為公演中止)
- 『ジャージー・ボーイズ』イン コンサート トミー役(2020年7月18日-8月5日) 帝国劇場
- SHOW-ISMS『Underground Parade』ジューン役(2020年7月28日、8月1日・4日) シアタークリエ
- 「いつか～one fine day」イン コンサート 夏目テル役(2020年11月5日-6日) 神田明神ホール
- ミュージカル『EDGES -エッジズ-』team RED(2020年12月7日-10日) 新国立劇場 中劇場
- ミュージカル「いつか～one fine day」夏目テル役(2021年6月9日-20日) CBGKシブゲキ!!
- 『ジーザス・クライスト・スーパースターイン コンサート』ヘロデ王役
  - (2021年7月12日-27日) 東急シアターオーブ
  - (2021年7月31日-8月1日) フェスティバルホール
- ミュージカル『DOGFIGHT』ラルフィ・ボーランド役
  - (2021年9月17日-10月4日) シアタークリエ
  - (2021年10月6日) 日本特殊陶業市民会館ビレッジホール
  - (2021年10月21日-24日) シアター・ドラマシティ
- 『銀河鉄道999 THE MUSICAL』大山トチロー役(2022年4月8日-18日) 日本青年館ホール
- ミュージカル『ジャージー・ボーイズ』トミー・デヴィート役
  - (2022年10月8日-29日) 日生劇場
  - (2022年11月3日-6日) 新歌舞伎座
  - (2022年11月10日-13日) 博多座
  - (2022年11月26日-27日) 日本特殊陶業市民会館ビレッジホール
  - (2022年12月3日-4日) あきた芸術劇場ミルハス
  - (2022年12月10日-11日) 横須賀芸術劇場
- ミュージカル『チェーザレ 破壊の創造者』ダンテ役(2023年1月7日-2月5日) 明治座
- ミュージカル『ザ・ミュージックマン』チャーリー・カウエル役(2023年)[4][5]
- ブロードウェイ・ミュージカル『Rodgers/Hart(ロジャース/ハート)』 ジョン役
  - (2023年9月30日-10月18日) 有楽町よみうりホール
  - (2023年10月24日-25日) 北國新聞赤羽ホール
  - (2023年10月28日) 松下IMPホール
- 『無伴奏ソナタ -The Musical-』ジョー役[6]
  - (2024年7月26日-8月4日) サンシャイン劇場
  - (2024年8月10日-11日) 森ノ宮ピロティホール
- ミュージカル『ジャージー・ボーイズ』トミー・デヴィート役(2025年8月-9月) シアタークリエ[7][8]

### ラジオドラマ
- 青春アドベンチャー （NHK-FM）
  - 「暁のハルモニア」[9] イザーク・シュヴァルツ役
  - 「夢みるゴシック　それは怪奇なセレナーデ」[10] ジョージ・バイロン役
  - 「夢みるゴシック　それは常世のレクイエム」[11] ジョージ・バイロン役
  - 「ヨコハマ・ジャスミンホテル」[12] 清水竜吉役
  - 「太陽の城 月の砦」ファーディル書記官役
- FMシアター 「師匠と私と飴色のレシピ」（NHK-FM）[13] 伊澤役

### TV
- AX MUSIC-FACTORY 『超藤岡DX』 - 日本テレビ系（2002年）
- 新感覚☆キーワードで英会話 - NHK教育テレビ レギュラー出演（2006年4月〜2007年3月）
- 魅惑のスタンダード・ポップス スペシャル - NHK BS2 （2008年12月27日）
- 関ジャニの仕分け∞（2014年4月19日）
- 刑事7人（2019年） ‐ 田所伸介
- 土曜ドラマ サギデカ（2019年8月31日 第1回、NHK総合） - 静岡県山内市[14]在住の元バンドマン 役[15]
- オトナの土ドラ【リカ】第2部（2019年）‐菅原忠司役（警視庁捜査一課刑事）
- 配信ドラマ「列島制覇—非道のうさぎー」（2021年4月16日（金）よりU-NEXTにて配信開始）‐喫茶店主 小山幸雄役

### ラジオ
- ニッポン放送「藤岡正明のオールナイトニッポンSUPER!」（2002年）
- ベイエフエム「GROOVE FROM K・WEST」火曜レギュラー出演（2005年4月〜9月）

### Web
- 季刊『藤岡正明』